# 勒夫鲁 (旧市镇)
勒夫鲁（法語：Levroux，法語發音：[ləvʁu] ⓘ）是法国安德尔省的一个旧市镇，属于沙托鲁区。2016年，勒夫鲁与市镇圣马丹德朗合并为新的勒夫鲁。

## 地理
勒夫鲁（46°58'37"N, 1°36'46"E）面积56.43 平方千米，位于法国中央-卢瓦尔河谷大区安德尔省，该省份为法国中部省份，北起卢瓦-谢尔省，西北接安德尔-卢瓦尔省，西南接维埃纳省，南至克勒兹省和上维埃纳省，东临谢尔省。
与勒夫鲁接壤的市镇（或旧市镇、城区）包括：布日堡、布列塔尼、布里永、弗朗西永、塞丰河畔穆兰、圣马丹德朗、维勒贡日、维讷伊。

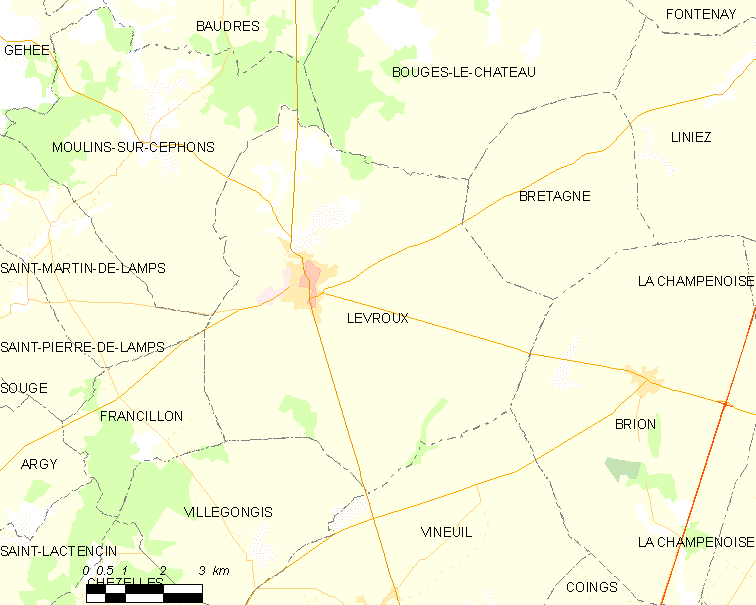
的OSM定位图

勒夫鲁的时区为UTC+01:00、UTC+02:00（夏令时）。

## 行政
勒夫鲁的邮政编码为36110，INSEE市镇编码为36093。

## 政治
勒夫鲁所属的省级选区为勒夫鲁县。

## 人口

1962-2008年间人口变化图示

勒夫鲁于2018年1月1日时的人口数量为2727人。